# Polypedilum marauia
Polypedilum marauia är en tvåvingeart som beskrevs av Bidawid 1996. Polypedilum marauia ingår i släktet Polypedilum och familjen fjädermyggor. Inga underarter finns listade i Catalogue of Life.